# ناصر سلیمی
 ناصر سلیمی  بازیکن سابق فوتبال ایران است. وی سابقه بازی در تیم‌های شعاع، پرسپولیس، پاس و بانک‌ ملی را دارد.
وی سابقه یک بازی ملی نیز در کارنامه دارد.